# Јутро
Јутро је део дана од изласка Сунца до поднева (мада граница често није јасно одређена).
У свакој географској зони, климатском појасу и у сваком годишњем добу јутро карактеришу различити параметри као што су: температура, влажност ваздуха... Већина људи устаје ујутру и започиње своје дневне активности. Док на једној страни Земље отпочиње јутро на другој страни отпочиње вече.